# Liste von Schiffen mit dem Namen Vittorio Veneto
Den Namen Vittorio Veneto erhielten bisher zwei Kriegsschiffe der italienischen Marine.

## Namensherkunft
Der Name bezieht sich auf die Schlacht von Vittorio Veneto, die Ende Oktober, Anfang November 1918 im Nordosten Italiens ausgetragen wurde und zum Waffenstillstand von Villa Giusti führte.

## Namensträger
| Bezeichnung     | Schiffsart     | Klasse / Typ    | Baujahr | Bauwerft                                | Eigner          | Dienstzeit | Verbleib                               | Bild |
| --------------- | -------------- | --------------- | ------- | --------------------------------------- | --------------- | ---------- | -------------------------------------- | ---- |
| Vittorio Veneto | Schlachtschiff | Littorio-Klasse | 1937    | Cantieri Riuniti dell’Adriatico, Triest | Regia Marina    | 1940–1943  | bis 1948 interniert, dann verschrottet |      |
| Vittorio Veneto | Kreuzer        | Einzelschiff    | 1967    | Navalmeccanica, Castellammare di Stabia | Marina Militare | 1969–2006  | liegt in Tarent, Museumsschiff geplant |      |